# Bio Menace
Bio Menace Es un videojuego de plataforma desarrollado y publicado por Apogee Software para DOS en 1991. Se basó en el juego de ID Software llamado Commander Keen para su motor de juego. Aparte de este motor y de la música, todo el contenido del juego estuvo creado por el diseñador Jim Norwood. En 2014, el juego se liberó y en 2015 se puede encontrar en Internet Archive y en Gog.com con soporte para Mac OS, y Linux.
El jugador controla a Snake Logan, un agente de la CIA parecido físicamente a Chuck Norris. Al recibir informes de que Metrocity ha sido invadida por mutantes, Logan viaja hasta allí pero su avioneta es derribada y debe continuar a pie luchando contra todo tipo de criaturas hostiles.

## Distribución
El juego tiene tres episodios, el primero estuvo liberado como shareware. Las ventas del juego estuvieron interrumpidas en 2000 debido a problemas con sistemas operativos más modernos. Apogee Liberó el juego como freeware en 2005 como "regalo de Navidad" y puede ser descargado desde su sitio web. Probablemente puede que esta decisión estuvo hecha debido a los resultados de una encuesta donde los visitantes votaban que juego  les gustarían ver liberado como freeware.

## Gameplay
El jugador controla a Snake a través de los niveles 2D de cada episodio, matando monstruos, evitando trampas, cogiendo elementos de bonificación y obteniendo elementos claves. Antes de la salida  debe encontrar un cristal o una llave. Para obtener algunas hay que rescatar un rehén, o matar un monstruo jefe. Hay excepciones donde  puede salir sin llave.

## Recepción
El juego estuvo revisado en 1994 en Dragón #202 por Sandy Petersen que le dio 2 sobre 5 estrellas. GameSpot valoró el juego con un 7.9.